# 프린스 오브 웨일스 (홍차)
프린스 오브 웨일스(Prince of Wales)는 영국의 트와이닝스 사에서 판매하는 홍차 블렌드의 이름이다. 중국 안후이성에서 나는 기문을 기반으로 블렌드되며 난초를 연상시키는 독특한 향기가 특징이다.
영국의 국왕 조지 5세의 장남 에드워드가 왕세자(프린스 오브 웨일스)였던 시절에 직접 주문제작했던 것이며, 1921년에 그의 왕실명을 상품명에 쓸 것을 허락했다.